# Benidorm Fest 2025
Benidorm Fest 2025 – 4. edycja festiwalu będącego hiszpańskimi eliminacjami do 69. Konkursu Piosenki Eurowizji w Bazylei. Półfinały odbyły się 28 stycznia i 30 stycznia, a finał – 1 lutego, w Benidormie. Koncerty poprowadzili Ruth Lorenzo, Paula Vázquez oraz Inés Hernand.

## Format
| Członek jury               | Zawód |
| -------------------------- | --- |
| Roberto Santamaría         | dyrektor hiszpańskiego Radia Narodowego – Radio Nacional de España                                                  |
| Javier Llano               | szef muzyczny radia Cadena 100                                                                                      |
| Claudia Orellana           | szefowa agencji talentów Son Buenos                                                                                 |
| Jaime Acero                | dyrektor programowy TelevisaUnivision                                                                               |
| Oksana Skybinska           | szefowa delegacji Ukrainy w Konkursie Piosenki Eurowizji                                                            |
| Twan van de Nieuwenhuijzen | były szef Holandii w Konkursie Piosenki Eurowizji                                                                   |
| Maja Tokić                 | producentka chorwackich preselekcji Dora                                                                            |
| Mariangela Borneo          | szefowa delegacji Włoch w Konkursie Piosenki Eurowizji, dyrektorka ds. projektów międzynarodowych i festiwali w Rai |

15 stycznia ogłoszono, że koncerty poprowadzą Ruth Lorenzo, Paula Vázquez oraz Inés Hernand. Transmisję każdego z koncertów poprzedził segment Benidorm Calling (pol. dzwoni Benidorm) prowadzony przez Jordiego Cruza, Masi Rodrígueza i Ibana Garcię, a po każdym z etapów festiwalu emitowany był program La noche del Benidorm (pol. noc w Benidormie), prowadzony przez Lalachus i Aitora Albizuę.